# Franz Lüdtke
Franz Paul Otto Lüdtke (ur. 1882, zm. 1945) – niemiecki pedagog, poeta, pisarz, redaktor pisma „Ostland”, pierwszy Reichsleiter nazistowskiej organizacji Bund Deutscher Osten, Honorowy Obywatel Bydgoszczy.

## Życiorys
Urodził się 5 sierpnia 1882 w. Bydgoszczy. Był synem Franza, sekretarza kolejowego i Therese z domu Hienrich. Lata dzieciństwa spędził w Bydgoszczy. Następnie rodzina na krótko przeniosła się do Grudziądza, po czym wróciła do Bydgoszczy. Uczęszczał do tutejszego Królewskiego Gimnazjum Fryderyka Wilhelma przy pl. Wolności, gdzie w 1900 r. złożył egzamin dojrzałości. Potem odbył studia w zakresie filologii germańskiej, najpierw na uniwersytecie w Berlinie, a następnie w Gryfii. Po studiach powrócił do Bydgoszczy i podjął pracę nauczyciela w miejscowym Królewskim Gimnazjum Realnym przy ul. Grodzkiej. Nauczał języka niemieckiego i historii.
Już w tym okresie obok pracy pedagogicznej jego pasją stało się pisarstwo, zwłaszcza historyczne. Inspirowały go dzieje tzw. niemieckiego Wschodu. Szczególnym sentymentem obdarzał Bydgoszcz i jej najbliższe okolice, traktowane jako tzw. Heimat. Z tego względu w jego szkicach historycznych przeważały wątki ojczyźniano-patriotyczne. Część z tych prac opublikował na łamach drukowanych sprawozdań rocznych z działalności gimnazjum, w którym uczył. Motywy ojczyźniane obecne były także w jego wierszach, z reguły nasyconych głębokim liryzmem.
Nauczycielem bydgoskiego gimnazjum realnego pozostał do 1919 r. Już wcześniej zaangażował się w działalność polityczną. Wszedł w skład bydgoskiej Deutscher Volksrat, skupiającej działaczy prawicowych. Był zwolennikiem utrzymania Bydgoszczy i całej Prowincji Westpreussen przy Rzeszy Niemieckiej. Z wykładami poświęconymi niemieckiemu rodowodowi tych ziem objechał większość pomorskich miast. Po podpisaniu traktatu pokojowego w Wersalu 28 czerwca 1919 r. podjął ostatecznie decyzję o opuszczeniu Bydgoszczy. Pozostał jednak jeszcze w mieście, aby pomóc ewakuującym się urzędom i Niemcom. Między innymi na skutek jego starań pomnik Fryderyka II, który był usytuowany na Starym Rynku wywieziono do Piły, zaś pomnik Wilhelma I na koniu na placu Wolności przetransportowano do Międzyrzecza.
Franz Lüdtke był założycielem Allgemeiner Deutscher Schulausschuß, organizacji, która zajęła się losem niemieckich nauczycieli zdecydowanych na pozostanie w Polsce (przekształconej później w Deutscher Schulverein). Po wyjeździe z Bydgoszczy miał zamiar osiąść w Berlinie, lecz ostatecznie zamieszkał we własnym domu w pobliskim Oranienburgu. Nie wrócił już do pracy pedagogicznej i poświęcił się wyłącznie pisarstwu.
Szczególnie płodne twórczo były lata 20. i początek lat 30. XX w. Po 1933 r. poddał się leczeniu w związku z trapiącą go chorobą serca.
Lüdtke doczekał szturmu Berlina przez Armię Czerwoną. Walki przeniosły się także do Oranienburga. Czerwonoarmiści podpalili jego dom. Spłonęła w nim większa część jego wielotomowej i cennej biblioteki. Chcąc ratować jej resztki pełnił nocną straż przy pożarze. Był to wysiłek przekraczający jego siły. Zmarł z wyczerpania 30 kwietnia 1945 r. w Oranienburgu.

## Narodowy socjalizm
Działalność nazistów cieszyła się uznaniem pisarza, który wyraził się swego czasu słowami „Wschód nowego tysiąclecia stoi pod znakiem hakenkreuza” Lüdtke był także pierwszym reichsleiterem antypolskiej, nazistowskiej organizacji Bund Deutscher Osten zanim z mianowania Rudolfa Heßa nie zastąpił go Theodor Oberländer. Przedstawiając tezy programowe kierowanego przez siebie związku Lüdtke stwierdził na konferencji kierownictwa organizacji, jaka się odbyła w dniach 9–11 września 1933: „Bund Deutscher Osten powstał właśnie po to, aby przygotować i wypełnić posłannictwo narodu niemieckiego na wschodzie. Musimy, jak to powiedział Führer, skierować oblicze narodu na wschód. Praca dla wschodu jest pracą narodowosocjalistyczną”

## Honorowy Obywatel Bydgoszczy
Podczas II wojny światowej niemieckie władze okupacyjne Bydgoszczy zaprosiły Lüdtkego do miasta w celu odebrania godności Honorowego Obywatela Bydgoszczy.
Uroczystość odbyła się 5 sierpnia 1942 w sali posiedzeń bydgoskiego ratusza, a specjalną okolicznościową mowę wygłosił młody poeta, Herybert Menzel. Z tej też okazji jednej z ulic bydgoskich nadano nazwę Dr. Franz Lüdtke Strasse (dziś ul. Reymonta). Wyróżnienie to zbiegło się z 60. rocznicą jego urodzin. Było ono jednak przede wszystkim wyrazem uznaniu dla jego twórczości literackiej, w której poczesne miejsce znalazła także Bydgoszcz.

## Twórczość literacka
Franz Lüdtke był zarówno poetą, jak i prozaikiem. Jego poezję cechował klimat liryzmu i nostalgii związany z koniecznością opuszczenia stron rodzinnych. Wiersze swoje publikował na łamach literackich czasopism berlińskich i prasy niemieckiej wychodzącej w Polsce. W jego twórczości znaczące miejsce zajmowała również proza. Był autorem powieści, nowel i opowiadań, często o tematyce historycznej. Do najważniejszych z jego dzieł należą: Der Heilandsweg des Benedikt Freudlos, Das Jahr der Heimat, Die Nacht der Erlösung i Die grauen Blätter Valentin Brunns, des Goldmachers. Spod jego pióra wyszło także dzieło o charakterze pedagogicznym zatytułowane Menschen um achtzehn, w którym przedstawił problem adaptacji młodej generacji wychowanej według kaiserowskich zasad w nowych warunkach, po upadku monarchii. Lüdtke był również autorem podręcznika historii dla Wehrmachtu o nazwie „1000-letnia wojna między Niemcami i Polską”. Cześć prac wydał pod pseudonimem Frank Hinrich Brastatt.